# Takashi Yamamoto (pianiste)
Pour les articles homonymes, voir Takashi Yamamoto.
Takashi Yamamoto (山本 貴志), né le 12 avril 1983 à Nagano, est un pianiste classique japonais. Diplômé de Toho Gakuen High School of Music à Tokyo, il poursuit ses études notamment en Pologne à l'Université de musique Frédéric Chopin de Varsovie sous la direction de Piotr Paleczny.
Premier prix du concours international Seiler en 2005, il obtient le quatrième prix du Concours international de piano Frédéric-Chopin en 2005 et le deuxième prix du concours international de piano Gina Bachauer en 2006.
Après ses études à Varsovie, Takashi Yamamoto retourne au Japon où il se produit régulièrement. Il a enregistré les valses de Chopin chez Avex au Japon en 2010.